# جسر مارنان
جسر مارنان (بالفارسية: پل مارنان) هو جسر تاريخي يعود إلى عصر السلالة الصفوية، ويقع في أصفهان.